# Taksówkarz

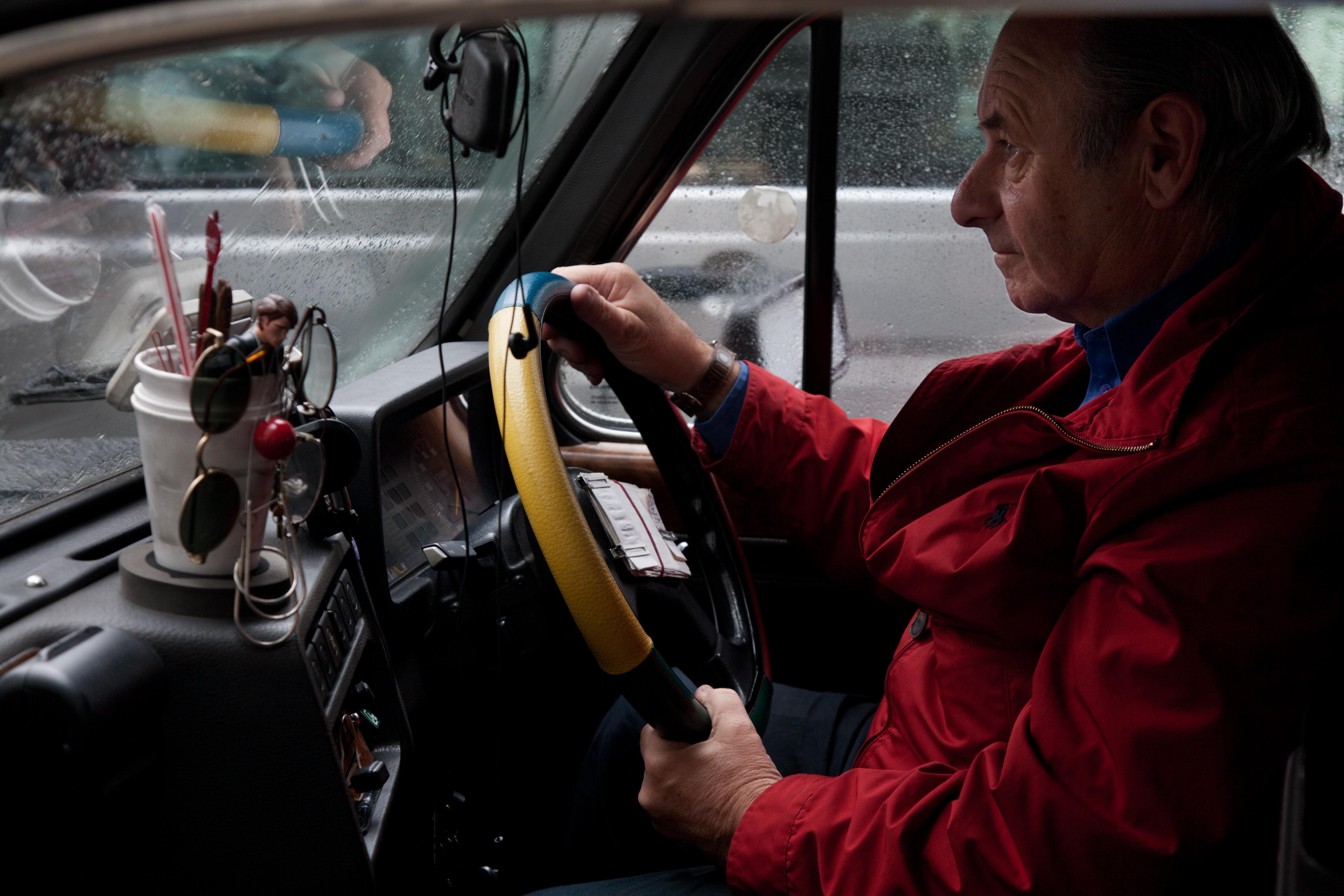
Taksówkarz

Taksówkarz – osoba kierująca pojazdem samochodowym przeznaczonym do wykonania usługi przewozu osób lub mienia, nazywanej powszechnie taksówką.
Określenie to, a także „taksa”, pochodzi od nazwiska Franza von Taxisa, który w 1490 roku był organizatorem przewozu cesarskiej poczty dla Maksymiliana II.
Wykonywanie tego zawodu jest regulowane przepisami, które określają następujące wymagania wobec kandydatów:
- kwalifikacji zdrowotnych (ogólnych),
- pozytywnych badań psychotechnicznych,

Taksówkarz prowadzi działalność gospodarczą we własnym imieniu w zakresie „usługi przewozu osób lub mienia”. Pojazd samochodowy osobowy lub dostawczy (taxi bagażowe) przeznaczony do wykonywania tego zawodu wraz z wyposażeniem, musi spełniać określone wymagania techniczne.
Taksówkarz jest zawodem obarczonym ryzykiem ze względu na możliwe napaści na ich osoby w celu zaboru pieniędzy.
Wielu taksówkarzy (szczególnie w większych miastach) jest zrzeszonych w korporacjach i związkach zawodowych.
Na prowadzenie działalności gospodarczej w zakresie przewozu osób taksówką wymaga się licencji. Wydaje ją właściwy organ gminy.

## Taksówkarze w filmach
- Smarkula (1963, reż. Leonard Buczkowski)
- Taxi (1998, reż. Gérard Pirès)
- Taksówkarz (1976, reż. Martin Scorsese)
- serial Zmiennicy (1986, reż. Stanisław Bareja)
- Krótki film o zabijaniu (1987, reż. Krzysztof Kieślowski)
- Noc na Ziemi (1991, reż. Jim Jarmusch)
- Kiler (1997, reż. Juliusz Machulski)
- Zakładnik (2004, reż. Michael Mann)